# Steven Bauer
Steven Bauer (* 23. prosince 1981) je bývalý německý sportovní šermíř, který se specializoval na šerm šavlí. Německo reprezentoval v prvních letech 21. století. V roce 2005 obsadil třetí místo na mistrovství Evropy.